# Seedorfer See
Der Seedorfer See ist ein See im Kreis Segeberg im deutschen Bundesland Schleswig-Holstein nördlich der Ortschaft Seedorf. Er ist ca. 75 ha groß und bis zu 4,2 m tief.